# Skärande bearbetning

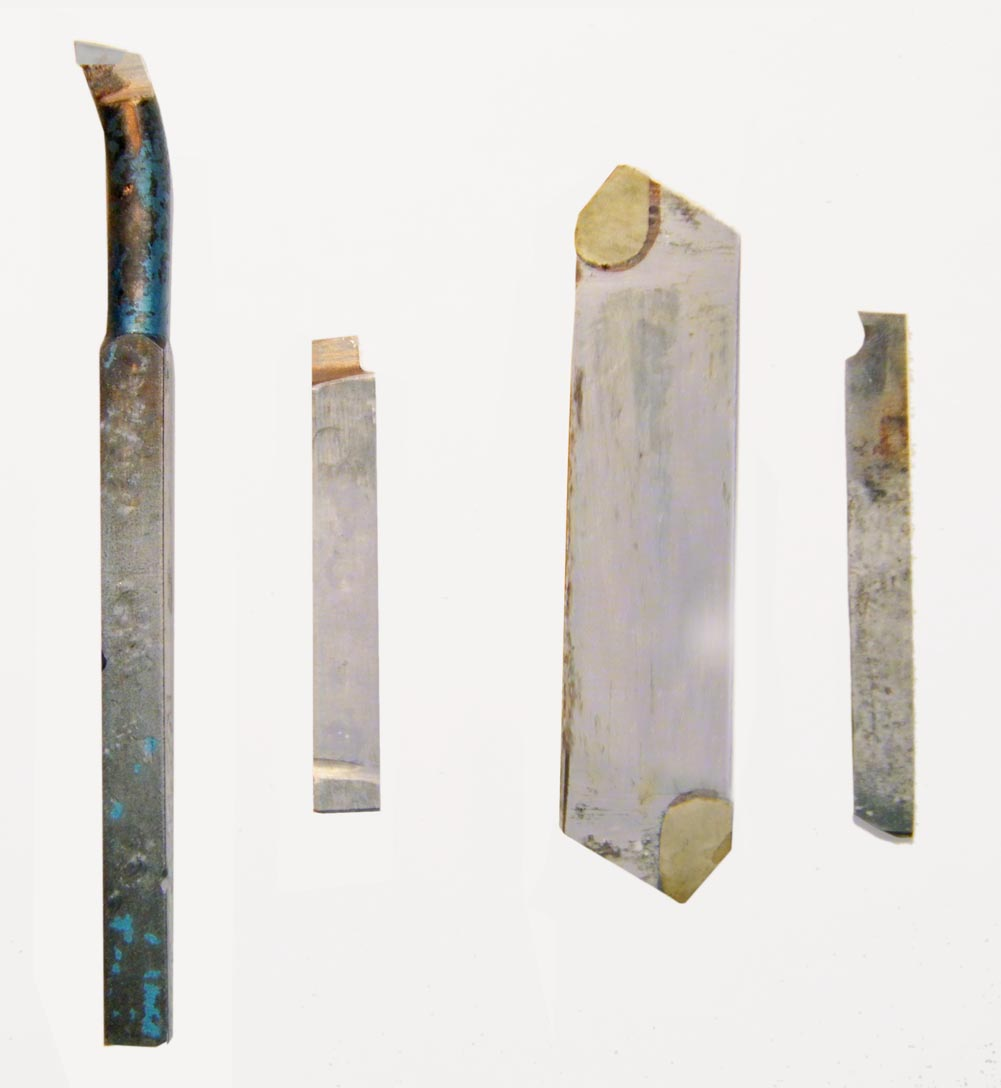
Olika skär avsedda för svarvning.

Skärande bearbetning eller spånbrytande bearbetning är de tillverkningsprocesser där verktyg skär bort material från ett arbetsstycke. Några exempel är borrning, svarvning, hyvling, mejsling, filning och fräsning. Vid skärande bearbetning är påkänningarna på verktyget ofta så stora att det har en begränsad livslängd.
Materialet i de skärande verktygen varierar med användningsområde. Exempel på verktygsmaterial är:
- Härdat kolstål (gammal teknik, dock används det fortfarande för mjukare material)
- Snabbstål, även kallat HSS (High Speed Steel)
- Hårdmetall, kan vara belagt med ett tunt lager av till exempel titannitrid för att minska nötningskänsligheten
- Keramiska material
- Bornitrid
- Diamant

Inom industrin används ofta belagda hårdmetallskär monterade i en speciellt anpassad hållare. Det finns många olika former på dessa skär för olika användningsområden. Skären är utformade för att minska nötningen av verktyget och att ge spånor som är hanterbara. 
Forskning inom skärande bearbetning inbegriper kunnande av olika materials elastisk-plastiska beteende, hur brott uppkommer i materialen, de termiska egenskaperna hos olika material och hur dessa kan modelleras matematiskt. Numera används i stor utsträckning simuleringsverktyg för att hitta optimala former och ytegenskaper. 
Några av de största företagen som tillverkar verktyg för skärande bearbetning är Sandvik Coromant, Iscar och Seco Tools.